# Кавріаго
Кавріаго, Кавріаґо (італ. Cavriago) — муніципалітет в Італії, у регіоні Емілія-Романья,  провінція Реджо-Емілія.
Кавріаго розташоване на відстані близько 350 км на північний захід від Рима, 70 км на захід від Болоньї, 8 км на захід від Реджо-нелль'Емілії.
Населення — 9810 осіб (2014).
Щорічний фестиваль відбувається 24 червня. Покровитель — San Giovanni.

## Демографія
Населення за роками:

Станом на 1 січня 2023 року в муніципалітеті офіційно проживали 893 іноземці з 50 країн, серед них 125 громадян країн Євросоюзу та 59 громадян України.

## Сусідні муніципалітети
- Бібб'яно
- Реджо-нель-Емілія